# James McNeill Whistler
James Abbott McNeill Whistler (Lowell, Massachusetts, Estats Units, 14 de juliol de 1834 – Londres, 17 de juliol de 1903) fou un pintor nord-americà que va viure sobretot entre França i Anglaterra.
Va arribar a Europa quan van convidar el seu pare, George Washington Whistler, a Rússia el 1842 per a construir el ferrocarril. Allà va aprofitar per a aprendre francès al col·legi. Va residir diversos anys a l'Acadèmia Militar dels Estats Units, a West Point (Nova York), i la va deixar en suspendre un examen de química.
Moltes de les seves obres van ser controvertides i va ser una figura clau en el moviment esteticista. Va il·lustrar Les Chauves-Souris de Montesquiou amb Antonio de la Gándara, un dels seus molts amics, entre els quals destacaven impressionistes com Edouard Manet, i Oscar Wilde, de qui va riure quan va descobrir la seva homosexualitat i amb qui es creu que va mantenir un flirt, igual que amb Walter Richard Sickert, a qui van acusar d'ésser Jack l'Esbudellador. Whistler va compartir la seva amant Joanna Hiffernan com a model amb Gustave Courbet. Els historiadors especulen que L'origen del món, d'aquest darrer, va ser el motiu del trencament de l'amistat entre els dos pintors.
Whistler està enterrat a l'església de Sant Nicolau a Chiswick, Londres.